# 卡雷尔·布尔克特
卡雷尔·布尔克特（捷克語：Karel Burkert，1909年12月1日—1991年3月26日），保加利亚、捷克斯洛伐克男子足球运动员，司职守门员。他曾代表捷克斯洛伐克国家队参加1938年国际足联世界杯，结果队伍止步八强。